# Ulbe van Houten
Ulbe van Houten (Boksum, 23 maart 1904 – Sint Annaparochie, 22 maart 1974) was een Nederlands onderwijzer en schrijver in het Fries.                                                                                                                                                         

## Levensloop
Van Houten werd in 1922 onderwijzer op de christelijke lagere school te Sint Annaparochie. In 1946, na de oprichting van de christelijke ULO, werd Van Houten leraar in onder andere godsdienst, Nederlands en Engels. Van Houten heeft 47 jaar les gegeven op die school, tot 1969.
Een dag voor zijn zeventigste verjaardag overleed Van Houten op 22 maart 1974. Ter nagedachtenis werd ''die christelijke lagere school'' in Sint Annaparochie naar hem genoemd. En in Boksum staat een steen voor zijn geboortehuis. De tekst luidt:'' Ulbe van Houten, groot schrijver die leefde tussen 1904 en 1974''.

## Werk
Naast onderwijzer was Van Houten ook schrijver.
- Simmer (Zomer, 1931)
- De wraek (De wraak) (1934) novelle
- De sûnde fan Haitze Holwerda (De zonde van Haitze Holwerda, 1938) roman
- De rook fan it lân (De geur van het land, 1943) verhalenbundel
- Ein fen 'e mars (Einde van de mars, 1945)
- De hillige histoarje (De heilige historie, 1949-1953) tweedelig

### Prijs
Van Houten won voor De hillgje histoarje en De sûnde van Haitze Holwerda in 1955 de Gysbert Japicxprijs.
- Biografisch Portaal: 29406222
- Digitale Bibliotheek voor de Nederlandse Letteren: hout014
- International Standard Name Identifier: 0000 0003 8812 2426
- Nederlandse Thesaurus van Auteursnamen: 068874596
- Virtual International Authority File: 281221395
- WorldCat: E39PBJycTjtfxgx8C9MV97QQbd